# Fluid
Fluid (lat. fluidum: tekućina) je kemijska tvar kojoj molekule lako mijenjaju svoj relativan položaj. Od klasičnih agregatnih stanja, u fluide spadaju tekućine i plinovi, a od specijalnih agregatnih stanja plazma, suprafluidi, suprakritični fluidi, itd.
Privlačne sile među česticama u fluidu slabije su od sila među česticama čvrste tvari, ali su još uvijek dovoljno velike da izazovu viskoznost. Između fluida velike viskoznosti i amorfne čvrste tvari granica nije strogo određena. Idealni fluid je fluid kojemu su viskoznost, površinska napetost, kapilarnost i ostale posljedice međumolekularnih sila zanemarive. Proučavanjem svojstava fluida bavi se mehanika fluida, koja se dijeli na hidromehaniku (hidrostatiku i hidrodinamiku) i aeromehaniku.

## Mehanika fluida
Mehanika fluida ili hidromehanika je grana fizike koja proučava zakone ravnoteže i strujanja fluida, a obuhvaća hidrostatiku i hidrodinamiku. Polazi od pretpostavke da su fluidi neprekidni odnosno zanemaruje njihovu molekularnu građu. Zakoni su jednaki za tekućine i plinove, dok je stlačivost plinova zanemariva.
Nastojanja da se otkriju zakoni gibanja tekućine sežu u najdalju prošlost, no znanstvenu je podlogu hidromehanika dobila u 18. stoljeću (Daniel Bernoulli, Jean le Rond d'Alembert, Leonhard Euler). Prvo se razvila takozvana klasična mehanika fluida, kojoj je predmet proučavanja idealna ili savršena tekućina, to jest tekućina bez trenja, nestlačiva i nerastezljiva. Mnogi rezultati dobiveni takvim idealiziranjem nisu bili upotrebljivi u praksi i to osobito zbog zanemarivanja trenja, što je rezultiralo potragom za otkrivanjem zakona prema kojima se vladaju realni fluidi (hidraulika). Rješavanje problema hidromehanike može biti matematički složeno pa se danas najčešće koriste numeričke metode i računala.